# 阿拉韦罗
阿拉韦罗（INN：Aplaviroc；开发代号：AK602和GSK-873140）是一种 CCR5 进入抑制剂，属于2,5-二酮哌嗪类，为治疗HIV感染而开发。它是由葛兰素史克开发的。
2005年10月，由于肝毒性问题，所有阿拉韦罗研究均停止。一些作者声称，疗效不佳的证据可能导致该药物的开发终止；ASCENT研究是已终止的试验之一，该研究表明阿拉韦罗即使在高浓度下对许多患者也无效。

## 延伸阅读
- Horster S, Goebel FD. . Infection. April 2006, 34 (2): 110–113. PMID 16703305. S2CID 38463200. doi:10.1007/s15010-006-6206-1.